# Pierre Jurieu
Pierre Jurieu (Mer, 24 dicembre 1637 – Rotterdam, 11 gennaio 1713) è un stato teologo calvinista francese e leader politico ugonotto.

## Biografia
Pierre Jurieu nacque a Mer, nell'Orléanais, dove il padre svolgeva la sua attività di pastore protestante. Studiò presso le accademie ugonotte di Saumur e Sedan, in quest'ultima sotto la tutela del nonno, Pierre Du Moulin, e di Leblanc de Beaulieu. Dopo aver completato gli studi nei Paesi Bassi e in Inghilterra, Jurieu fu ordinato pastore anglicano; tornato in Francia, fu ordinato nuovamente e succedette al padre come pastore presso la chiesa di Mer. Poco dopo, nel 1671, pubblicò la sua prima opera: una recensione de La Reünion du Christianisme, scritta da Isaac D'Huisseau (rettore a Saumur) un anno prima. Nel 1674 il suo Traité de la Dévotion (Trattato sulla Devozione) lo portò a essere nominato professore di teologia ed ebraico a Sedan, dove divenne presto parroco.
Un anno dopo pubblicò la sua Apologie pour la Morale des Reformés (Apologia per la Morale dei Riformati). La reputazione del teologo, però, fu danneggiata dalla sua natura polemica che talvolta scadeva nel fanatismo sino a sfogare la sua avversione contro i cattolici e Luigi XIV in manifestazioni apocalittiche; questo suo fare estremo gli valse la nomea di "Golia dei Protestanti” fra i suoi avversari. Alla soppressione dell'accademia di Sedan nel 1681, Jurieu ricevette un invito per diventare pastore presso una chiesa a Rouen, ma temendo di rimanere in patria a causa della sua imminente opera, La Politique du Clergé de France (La Politica del Clero di Francia), si recò in Olanda e divenne pastore della chiesa vallona di Rotterdam dove, in seguito alla revoca dell'editto di Nantes, aiutò gli ugonotti profughi in fuga dalla Francia.
A partire dagli anni Novanta del XVI secolo, Jurieu fu il fondatore e uno dei principali organizzatori di una rete di spionaggio ugonotto in Francia: con sede a Rotterdam, l'organizzazione aveva agenti in tutti i principali porti francesi. Sin dall'inizio Etienne Caillaud scrisse e decrittò i messaggi per conto di Jurieu, mentre tutto il lavoro fu finanziato da alcuni influenti ugonotti, ma anche da Guglielmo III e Anthonie Heinsius.

## Opere
Jurieu fece molto per aiutare coloro che soffrivano per la revoca dell'Editto di Nantes. Per consolarsi, scrisse Accomplissement des Propheties (Il Compimento delle profezie) nel 1686. Con quest'opera, il teologo si rivolse alle idee millenariste, persuadendosi che il rovesciamento dell'Anticristo (cioè Papa Innocenzo XI) fosse vicino, prevedendolo per il 1689; al contrario, il regno di Cristo sarebbe dovuto cominciare nel 1715. Lo storico americano Henry Martyn Baird scrisse che, questa persuasione, per quanto fantasiosa fosse la base su cui si fondava, esercitò un'influenza non indifferente nel favorire il successo dei progetti di Guglielmo d'Orange nell'invasione dell'Inghilterra”. Jurieu difese strenuamente le dottrine del protestantesimo dagli attacchi dei teologi cattolici Antoine Arnauld, Pierre Nicole e Jacques-Benigne Bossuet, ma fu altrettanto pronto a entrare in polemica con i suoi compagni protestanti Louis Du Moulin e Claude Payon quando le loro opinioni scadevano nell'eccessivo razionalismo o in pericolose concessioni al cattolicismo. Si farà sostenitore della sovranità popolare e del diritto di ribellarsi alla tirannia dei sovrani (come tipico della visione calvinista), mentre l'asprezza e la persistenza dei suoi attacchi al suo giovane collega, Pierre Bayle, fecero sì che quest'ultimo venisse persino privato della sua cattedra presso l'Ecole Illustre nel 1693.
Una delle opere principali di Jurieu saranno le "Lettres Pastorales" (Lettres Pastorales adressées aux fidéles de France); In queste lettere pastorali, Jurieu sostiene già prima di Jean-Jacques Rousseau la tesi di un contratto esplicito o implicito tra il sovrano e i suoi sudditi, idea contrastata successivamente da Bossuet nei suoi "Avertissements aux Protestants" (1689-1691). L'ultima opera importante di Jurieu sarà la Histoire Critique des Dogmes et des Cultes (Storia Critica dei Dogmi e dei Culti), pubblicata nel 1704.